# Gościm (gromada)
Gościm – dawna gromada, czyli najmniejsza jednostka podziału terytorialnego Polskiej Rzeczypospolitej Ludowej w latach 1954–1972.
Gromady, z gromadzkimi radami narodowymi (GRN) jako organami władzy najniższego stopnia na wsi, funkcjonowały od reformy reorganizującej administrację wiejską przeprowadzonej jesienią 1954 do momentu ich zniesienia z dniem 1 stycznia 1973, tym samym wypierając organizację gminną w latach 1954–1972.
Gromadę Gościm z siedzibą GRN w Gościmiu utworzono – jako jedną z 8759 gromad na obszarze Polski – w powiecie strzeleckim w woj. zielonogórskim na mocy uchwały nr V/22/54 WRN w Zielonej Górze z dnia 5 października 1954. W skład jednostki weszły obszary dotychczasowych gromad Gościm, Bagniewo i Zielątkowo ze zniesionej gminy Gościm w tymże powiecie. Dla gromady ustalono 9 członków gromadzkiej rady narodowej.
1 stycznia 1958 do gromady Gościm włączono obszar zniesionej gromady Goszczanowo oraz wieś Lubiatów ze zniesionej gromady Rąpin w tymże powiecie.
Gromada przetrwała do końca 1972 roku, czyli do kolejnej reformy gminnej. 1 stycznia 1973 w powiecie strzeleckim reaktywowano gminę Gościm (zniesioną ponownie 15 stycznia 1976).